# Lin-ťi
Lin-ťi I-süan (čínsky pchin-jinem Línjì Yìxuán, znaky zjednodušené 临济义玄, tradiční 臨濟義玄; japonsky: Rinzai Gigen; † 866) byl čínským čchanovým mistrem v době dynastie Dynastie Tchang. Později byla jeho jménem označena celá zenová škola (dnes známá hlavně pod japonskou obdobou jeho jména – Rinzai), která se zaměřila na studium koánů.

## Život
Narodil se v dnešní provincii Šan-tung pravděpodobně mezi lety 810–815. Jeho rodné jméno bylo Sing. Buddhistickým mnichem se stal už v raném věku (ale neví se přesně kdy) a nejdříve se věnoval pečlivému studiu súter. Později zjistil, že ho takto nabyté znalosti neuspokojují a obrátil se k čchanu.
Dlouhou dobu pak cestoval mezi různými kláštery a poslouchal promluvy různých mistrů. Usadil se u Chuang-poa, kde zůstal po 3 roky. Za celou dobu ale s mistrem ani jednou nepromluvil. Až po oněch 3 letech se ho zeptal na „opravdový význam Buddhovy dharmy“, ale dostal ránu holí. To se opakovalo ještě dvakrát. Poté se rozhodl odejít, protože předpokládal, že špatná karma mu brání v pochopení. Chuang-po mu doporučil, aby šel studovat k mistrovi Ta-jüovi.
Pod vedením Ta-jüa dosáhl Lin-ťi osvícení a pak buď zůstal u Ta-jüa až do jeho smrti nebo se (podle jiných zpráv) vrátil k Chuang-poovi. V roce 845 začaly v Číně velké represe proti buddhismu, Lin-ťi ale v té době byl pravděpodobně v horách s Ta-jüem, takže se ho nijak nedotkly.
Později se vrátil do severní Číny, kde zůstal v městě Čen-čou (dnešní Čeng-ting v provincii Che-pej). Usadil se v malém chrámu, který se jmenoval „Lin-ťi-jüan“ (Klášter přehlížející brod) a podle něj si vzal jméno (bylo zvykem, že se zenový mistr jmenoval podle místa, kde bydlel /často to byla hora/). Zde učil několik žáků.
Na sklonku života se pak vydal z neznámého důvodu na jih do prefektury Che. Dlouho se zde ale nezdržel a nakonec se usídlil v chrámu Sing-chuej Cchun-ťiang, který se nacházel v dnešní provincii Che-pej. Sing-chuej se stal jeho dharmovým nástupcem. Lin-ťi zde zemřel nejspíše 27. května 866.

## Citáty
„Co je tou záležitostí, jež se nazývá Dharma? Dharma je Dharma, neboli pravda mysli. Dharma mysli nemá žádnou pevnou formu; ona prostupuje všemi deseti směry. Je jasně přítomná přímo před našima očima. Ale jelikož lidé nemají dostatek víry, lpějí na slovech a frázích. Snaží se nalézt Dharmu buddhů tím, že ji vyhledávají v napsaných knihách, ale nevědí, že jsou od ní tak vzdáleni, jako je nebe od země.“
„Jak to vidím já, není tu žádný Buddha, žádné živé bytosti, neexistuje žádná minulost, žádná přítomnost, žádná budoucnost. Ve chvíli, jak toho chcete dosáhnout, jste toho již dosáhli. Není to něco, co vyžaduje čas. Není tu žádná náboženská praxe, žádné osvícení, žádné dosahování něčeho, žádné popohlížení se po něčem a pocit nedostatku.“